# گرفتن گرما
گرفتن گرما (به انگلیسی: Taking the Heat) فیلمی محصول سال ۱۹۹۳ و به کارگردانی تام منکویتز است. در این فیلم بازیگرانی همچون تونی گلدوین، لین ویتفیلد، جرج سیگال، پیتر بویل، آلن آرکین، ویل پاتون، جو گریفاسی و گرگ گرمن ایفای نقش کرده‌اند.